# Black and Tan
Black and Tan es un cóctel hecho de una mezcla de una cerveza pálida (normalmente pale ale o lager) con una cerveza oscura (normalmente stout o porter).

## Historia
El término probablemente se originó en Inglaterra, donde los consumidores han mezclado diferentes cervezas desde el siglo XVII. El nombre "black and tan" había sido utilizado para describir  el pelo de los de los perros, como el Coonhound negro y bronce. El primer uso del término, en el contexto de bebida, es del año de 1881, según el Oxford English Dictionary, en la revista americana Puck. El primer uso británico del término para describir una bebida es en 1889.

## Preparación
Las "capas" de Guinness arriba de la pale ale o lager es posible debido a la densidad relativa más baja de la Guinness. El caso contrario (donde la capa en la parte superior es más pesada que la parte inferior) produciría el fenómeno de mecánica de fluidos conocida como la inestabilidad de Rayleigh-Taylor.
Para preparar un Black and Tan, se debe llenar un vaso hasta la mitad con pale ale, después agregar la cerveza negra. La capa superior se vierte lentamente sobre una cuchara boca abajo colocada sobre el vaso para evitar salpicaduras y mezclar las capas. Black-and-tan-spoon, es una cuchara diseñada especialmente para esta bebida, está doblada en el medio de modo que pueda equilibrarse en el borde del vaso para facilitar verter. Por otra parte, la cerveza negra puede ser vertida primero de modo que las bebidas sean cuidadosamente mezcladas.
Muchas de las cervecerías americanas actualmente hacen premezclados de Black and Tan, por ejemplo Original Black and Tan de Yuengling.

## Controversia
El nombre "Black and Tan" no es utilizado en Irlanda como un término para una mezcla de dos cervezas, la bebida en cambio se conoce como medio y medio. De hecho, la bebida tiene problemas de imagen en Irlanda y en otros lugares debido a la asociación con el Fuerza de Reserva de la Real Policía Irlandesa, apodado "Black and Tans", que fue enviado a Irlanda a principios de 1920. Como resultado, en Irlanda el nombre está visto como polémico e irrespetuoso.
En marzo de  2006, Ben y Jerry lanzó un sabor de helado en los Estados Unidos para el día de San Patricio inspirado en la bebida; el nombre ofendió nacionalistas irlandeses debido a la asociación paramilitar. Ben y Jerry es ha disculpado desde entonces. Un portavoz dijo a Reuters, "Cualquier referencia por nuestra parte al Ejército británico  [sic] fue absolutamente involuntaria y sin mala voluntad." En marzo de 2012, el nombre de la bebida una vez más entró a las noticias cuando Nike, como parte de un sistema temático irlandés de diseño, dio a conocer un par de zapatos que anunció como "Black and Tan" y generando la ofensa similar al del helado Ben y Jerry.